# 세곡초등학교
세곡초등학교는 대한민국 경기도 수원시 권선구에 있는 공립 초등학교이다.

## 학교 연혁
- 1987. 01. 31 수원세곡초등학교 설립 인가
- 1988. 03. 01 제1대 오병호 교장 부임
- 1988. 03. 01 세곡초등학교 개교(19학급)
- 1990. 02. 24 제1회 졸업(2학급-130)
- 1994. 05. 01 곡선초등학교로 분리
- 1996. 02. 29 효정초등학교로 분리
- 1996. 03. 01 세곡초등학교로 교명 개칭
- 1997. 03. 01 세곡초등학교 병설유치원 개원
- 2006. 03. 26 과학실 현대화 사업(리모델링)
- 2006. 09. 27 구강보건실 설치
- 2007. 06. 15 학교 숲 개장
- 2007. 09. 01 정보화 도서관 확장 및 리모델링 사업
- 2007. 12. 31 유치원 확장 및 리모델링
- 2008. 01. 10 화장실 현대화 리모델링
- 2009. 02. 04 어학실 확장 및 리모델링
- 2010. 05. 01 종일돌봄교실 1개반 개설
- 2011. 07. 01 방송실 리모델링
- 2011. 11. 30 Wee상담센터 설치
- 2011. 12. 29 별관 연결 통로공사
- 2012. 09. 01 제10대 윤현오 교장부임
- 2012. 09. 25 교사 주변 보도블럭
- 2012. 12. 31 행복수원교육실현 교육장표창(기초학력부진아제로)
- 2013. 02. 07 제24회 졸업식
- 2013. 03. 01 18학급 편성(유치원 3학급)
- 2013. 12. 31 유치원안전교육 교육감표창
- 2014. 02. 14 제25회 졸업식(87명)
- 2014. 03. 03 초등 17학급, 유치원 3학급 편성
- 2014. 03. 03 보건복지부지정 구강보건실 운영
- 2014. 03. 03 초등돌봄교실(2개반) 운영
- 2014. 09. 01 제11대 박정수 교장선생님 부임
- 2015. 02. 02 안전교육 장비 구비
- 2015. 02. 13 제26회 졸업식

## 참고 자료
- 세곡초등학교 - 한국교육학술정보원 학교알리미